# The Bank
The Bank (títulos alternativos: Charlie Detective, Charlie at the Bank e Charlie in the Bank (br: O banco, pt: Charlot no Banco) é um filme mudo estadunidense de curta metragem de 1915, do gênero comédia, produzido por Jess Robbins para o Estúdios Essanay, e escrito, dirigido e protagonizado por Charles Chaplin.
The Bank foi o décimo primeiro filme de Charles Chaplin de sua série de dezesseis comédias para a Essanay, sendo lançado em 9 de agosto de 1915. É considerado um dos melhores filmes desta fase.

## Sinopse
Edna é uma secretária por quem Charlie, o porteiro de um banco, se apaixona. Ele sonha que ela esteja caída de amores por ele.

## Elenco
- Charles Chaplin .... Charlie, o porteiro
- Edna Purviance .... Edna, a secretária
- Carl Stockdale .... Charles, o caixa
- Charles Inslee .... presidente do banco
- Leo White .... caixeiro
- Billy Armstrong .... segurança
- Fred Goodwins .... caixeiro calvo / assaltante do banco com chapéu-coco
- John Rand .... assaltante do banco e vendedor
- Lloyd Bacon .... assaltante do banco
- Frank J. Coleman .... assaltante do banco

- Paddy McGuire .... caixeiro com paletó branco
- Wesley Ruggles .... cliente do banco
- Carrie Clark Ward .... cliente do banco
- Lawrence A. Bowes .... vendedor de apólices